# Sint-Katelijnepoort (Brussel)
De Sint-Katelijnepoort was een stadspoort op de eerste stadsmuur van Brussel. De poort stond in de Sint-Katelijnestraat vlak voordat deze uitkomt op het Sint-Katelijneplein.
In 1609 werd de stadspoort afgebroken.